# Schloss Klingenberg (Wipfeld)
Das Schloss Klingenberg ist ein Schlossbau auf einem Höhenzug in 231 M. ü. M. rund ein Kilometer südlich der Gemeinde Wipfeld im unterfränkischen Landkreis Schweinfurt. Es handelt sich um ein Baudenkmal, welches unter der Denkmalnummer D-6-78-196-19 im Bayerischen Denkmalregister geführt wird.

## Beschreibung
Der auf einer spätmittelalterlichen Burganlage beruhende Schlosskomplex besteht im Wesentlichen aus einem Hauptgebäude, einem Ökonomiegebäude und kleineren Nebengebäuden. Von der spätmittelalterlichen Burg haben sich die Ringmauer, die Toranlage und Teile des Zwingers erhalten. Beim Hauptgebäude, welches heute als Wohnbau dient, handelt es sich um einen unregelmäßigen, dreiflügeligen Massivbau mit Treppengiebeln, aus der ersten Hälfte des 16. Jahrhunderts. Wohl zeitgleich mit dem Neubau des Wohngebäudes entstand das ehemalige Ökonomiegebäude, ein Massivbau mit Walmdach. Der Bering ist quadratisch mit Eckabrundungen. Die dreigeschossige Dreiflügelanlage mit Stirngiebeln und einem trapezförmigen Innenhof sowie die Halsgrabenanlage mit gemauerter Brücke sind bis heute im Wesentlichen erhalten.

## Geschichte
Der Würzburger Ministerial Otto tritt bereits 1180 in Erscheinung. Er benannte sich jedoch nicht nach Klingenberg, sondern nach dem nahegelegenen Wipfeld. Von 1237 bis 1293 wird ein Friedrich von Wipfeld erwähnt der seinen Sitz wohl auf Schloss Klingenberg hatte. Seit dem 13. Jahrhundert diente das Schloss als Amtssitz des Amtes Klingenberg des Hochstifts Würzburg. Die Frage ob der 1230 erwähnte Conrad genannt Hurrier de Clingenberg (Conrad von Stollberg) in Bezug auf das Schloss Klingenberg bei Wipfeld oder der Clingenburg im Landkreis Miltenberg steht, ist ungewiss, zumal beide auf die gleiche Familie zurückgehen. Conrad war der Sohn des Ludwig von Stollberg und dessen Gemahlin Hedwig. Er gehörte zu den Dienstmannen Kaiser Friedrichs II. der ihn 1215 als Truchsess dem Hochstift Würzburg überließ. Er war in zweiter Ehe mit seiner Verwandten Kunegundis von Königheim verheiratet.
Im Bauernkrieg wurde es 1525 teilweise zerstört. Unter Fürstbischof Konrad III. von Bibra erfolgte der Wiederaufbau bis 1543. Der Amtssitz wurde 1792 in das benachbarte Schwanfeld verlegt. 1805 erwarb die Gemeinde Wipfeld Klingenberg. Die Eigentümer wechselten nach dem Verkauf an einen Privatmann 1829 mehrmals. Nach dem Zweiten Weltkrieg richteten die Dürkopp-Werke AG Bielefeldt das Hermann-Barthel-Heim als Erholungsstätte für Mitarbeiter ein. Seit den 1970er-Jahren dient das Schloss wieder als Familiensitz.